# تاگور ۷۸۵۵
سیارک ۷۸۵۵ (به انگلیسی: 7855 Tagore، نامگذاری:4092T-3) هفت هزار و هشتصد و پنجاه و پنجمین سیارک کشف شده‌است که در ۱۶ اکتبر ۱۹۷۷ کشف شد.
قدر مطلق سیارک برابر ۱۳٫۳۰ است.